# Seedorf, Segeberg
Seedorf là một đô thị ở huyện Segeberg, bang Schleswig-Holstein Segeberg, ở bang Schleswig-Holstein, Đức. Đô thị Seedorf, Segeberg có diện tích 48,92 km², dân số thời điểm ngày 31 tháng 12 năm 2006 là 2235 người.